# Bematistes gaea
Bematistes gaea är en fjärilsart som beskrevs av Haase 1893. Bematistes gaea ingår i släktet Bematistes och familjen praktfjärilar. Inga underarter finns listade i Catalogue of Life.